# Rasutoria tsugae
Rasutoria tsugae är en svampart som först beskrevs av Dearn., och fick sitt nu gällande namn av M.E. Barr 1987. Rasutoria tsugae ingår i släktet Rasutoria och familjen Euantennariaceae.   Inga underarter finns listade i Catalogue of Life.